# Pandora inornata
Pandora inornata är en musselart som beskrevs av Addison Emery Verrill och Katharine Jeanette Bush 1898. Pandora inornata ingår i släktet Pandora och familjen Pandoridae. Inga underarter finns listade i Catalogue of Life.